# Edgewood (Washington)
Edgewood az Amerikai Egyesült Államok északnyugati részén, Washington állam Pierce megyéjében elhelyezkedő város. A 2010. évi népszámlálási adatok alapján 9387 lakosa van.
A Nyugat-Washingtonban hat templomot fenntartó spiritualisták nyári táborában 1927-ben szállodaépítésbe kezdtek, azonban az épület még a megnyitás előtt, 1948-ban leégett.
Edgewood 1996. február 28-án kapott városi rangot. A település hivatalos szimbóluma a Nyholm vízimalom.

## Népesség
A 2010-es népszámláláskor a városnak 9387 lakója, 3609 háztartása és 2697 családja volt. A népsűrűség 432,2 fő/km2. A lakóegységek száma 3801, sűrűségük 175 db/km2. A lakosok 90,4%-a fehér, 1%-a afroamerikai, 0,9%-a indián, 2,5%-a ázsiai, 0,3%-a a Csendes-óceáni szigetekről származik, 1,4%-a egyéb, 3,4%-a pedig kettő vagy több etnikumú. A spanyol vagy latino származásúak aránya 4,4% (   )
A háztartások 31,2%-ában élt 18 évnél fiatalabb. 61,2% házas, 8,9% egyedülálló nő, 4,6% egyedülálló férfi, 25,3% pedig nem család. 18,8% egyedül élt; 7%-uk 65 éves vagy idősebb. Egy háztartásban átlagosan 2,59 személy élt; a családok átlagmérete 2,93 fő.
A medián életkor 44,3 év volt. A város lakóinak 21,6%-a 18 évesnél fiatalabb, 7,6% 18 és 24 év közötti, 21,8%-uk 25 és 44 év közötti, 34,9%-uk 45 és 64 év közötti, 14%-uk pedig 65 éves vagy idősebb. A lakosok 49,9%-a férfi, 50,1%-a pedig nő.

## Oktatás
A városnak négy iskolája van: az Alice V. Hedden Elementary School fenntartója a Fife Public Schools, míg a Northwood Elementary, a Mountain View Elementary és az Edgemont Junior High School üzemeltetője a Puyallupi Tankerület.

## Fordítás
- Ez a szócikk részben vagy egészben  az   Edgewood, Washington című angol Wikipédia-szócikk ezen változatának fordításán alapul.  Az eredeti cikk szerkesztőit annak laptörténete sorolja fel. Ez a jelzés csupán a megfogalmazás eredetét és a szerzői jogokat jelzi, nem szolgál a cikkben szereplő információk forrásmegjelöléseként.